# يوري بافلوف
يوري بافلوف (بالروسية: Павлов, Юрий Владимирович)‏ (و. 1950 – 2016 م) هو مخرج، ومخرج مسرحي، ومخرج أفلام، وكاتب سيناريو، ومنتج أفلام، ومحرر، ومذيع من روسيا، والاتحاد السوفيتي، ولد في سانت بطرسبرغ، بدأ مشواره المهني سنة 1992، توفي في موسكو، عن عمر يناهز 66 عاماً.

## مناصب
تولى منصب رئيس تحرير
.

## التعليم
تعلم في Russian State Institute of Performing Arts ‏
.

## وصلات خارجية
- يوري بافلوف على موقع IMDb (الإنجليزية)
- يوري بافلوف على موقع قاعدة بيانات الفيلم (الإنجليزية)
- يوري بافلوف على موقع كينوبويسك (الروسية)

- يوري بافلوف في قاعدة بيانات الأفلام على الإنترنت